# Ischnorrhabda macilenta
Ischnorrhabda macilenta is een keversoort uit de familie van de boktorren (Cerambycidae). De wetenschappelijke naam van de soort werd voor het eerst geldig gepubliceerd in 1890 door Ludwig Ganglbauer.